# Figuren des Zauberlandes
Dieser Artikel beschreibt wichtige Figuren des Zauberlandes aus der Smaragdenstadt-Buchreihe des russischen Schriftstellers Alexander Wolkow. Es handelt sich um Kinderbücher, bestehend aus Märchenerzählungen, deren Handlung in einem fiktiven Zauberland spielt. Der erste Band ist eine Nachdichtung des amerikanischen Kinderbuches Der Zauberer von Oz, die weiteren Bände sind eigenständige Werke Wolkows. Die Reihe ist nach den von Wolkow verfassten Bänden von anderen Autoren fortgesetzt worden. An dieser Stelle werden nur Figuren aus den sechs Büchern erwähnt, die Wolkow selbst schrieb.

## Die Smaragdenstadt-Buchreihe
Das Zauberland ist von der übrigen Welt durch einen Ring von Bergen, den Weltumspannenden Bergen, getrennt. Im Südwesten des Zauberlandes befindet sich das Blaue Land, in welchem die Käuer leben. Im Südosten liegt das Rosa Land. Hier leben die Schwätzer und werden von Stella regiert. An der Grenze zum Rosa Land befindet sich das Tal der Marranen. Im Osten des Zauberlandes ist das Land der Zwinkerer zu finden, das Violette Land. Im Norden liegt das Gelbe Land, das von der Zauberin Willina regiert wird. In der Mitte des Zauberlandes sind die Smaragdenstadt und das Smaragdenland zu finden. Zugänge zum unterirdischen Reich gibt es im Blauen Land und im Smaragdenland.
Am Anfang des Buches Der Zauberer der Smaragdenstadt wird beschrieben, wie die böse Hexe Gingema einen Zaubersturm entfesselt, um die Menschen zu vernichten. Ihre Schwester, die gute Zauberin Willina, nimmt dem Sturm die Kraft und gestattet ihm lediglich, ein Haus zu erfassen und damit Gingema zu erschlagen. In ihrem Zauberbuch stand, dass bei Sturm das Haus leer ist. Dieses Mal lief aber Ellis Hund in das Haus und Elli lief hinterher, um Toto aus dem Haus zu holen. Das Haus flog dann mit den beiden in das Zauberland und erschlug Gingema. Willina beauftragte Elli, drei Geschöpfen ihren sehnlichsten Wunsch zu erfüllen und dann von Goodwin wieder nach Hause geschickt zu werden. Elli traf den Scheuch, den Eisernen Holzfäller und einen Löwen und zog mit ihnen in die Smaragdenstadt. Goodwin wollte die Wünsche aber erst dann erfüllen, wenn die böse Hexe Bastinda vernichtet ist. Nach Erfüllung dieser Aufgabe stellt sich heraus, dass Goodwin kein Zauberer ist. Er kann die drei Wünsche trotzdem erfüllen und will mit Elli zurück nach Kansas fliegen. Dies scheitert und Elli zieht mit ihren Freunden zu Stella, die Elli erklärt, wie sie mit Hilfe der Zauberschuhe Gingemas nach Hause kommen kann.
In Der schlaue Urfin und seine Holzsoldaten wird die Figur des Urfin und sein Machthunger beschrieben. Nach der Entdeckung des Zauberpulvers schafft sich Urfin eine Armee aus Holzsoldaten und erobert das blaue Land, die Smaragdenstadt und das Violette Land. Der Scheuch und der Eiserne Holzfäller schicken eine Nachricht an Elli, in der sie um Hilfe bitten. Elli und ihr Onkel, der einbeinige Seemann Charlie Black brechen in das Zauberland auf, und schaffen es, Urfin und sein Heer zu besiegen.
Das Buch Die sieben unterirdischen Könige beschreibt den Putschversuch Bofaros und die Besiedlung des unterirdischen Landes durch Bofaro und seine Anhänger. Des Weiteren wird die Entwicklung der Lebensumstände in dem unterirdischen Land beschrieben. Nach einem Zeitsprung kommt man zu der Zeit, als nach dem Ende der Herrschaft Urfins dessen erster Minister Ruf Bilan in die unterirdische Höhle läuft, um der Bestrafung zu entgehen. Ruf Bilan zerstört die Zauberwasserquelle, die im weiteren Verlauf der Handlung durch das Zusammenwirken von Elli, ihrem Cousin Fred, dem Scheuch, dem Eisernen Holzfäller und den Zwinkerern wiederhergestellt wird.
Der Feuergott der Marranen erzählt die Geschichte von Urfin weiter, als er versucht, das Zauberland zum zweiten Mal zu erobern. Diesmal versucht er, sich dabei der Hilfe der Marranen zu bedienen. Ann, die Schwester von Elli, und ihr Freund Tim schaffen es, dieses Vorhaben wieder zu vereiteln.
Das Buch Der gelbe Nebel handelt von der bösen Hexe Arachna und ihrem Versuch, mittels des gelben Nebels das Zauberland zu erobern. Unterstützt wird sie dabei von Ruf Bilan. Dagegen beißt sie bei Urfin auf Granit, der sein Leben geändert hat und nichts Schlechtes mehr tun will. Auf den Hilferuf aus dem Zauberland hin brechen Ann, Tim, Charlie Black und Arto auf, um gegen Arachna zu kämpfen. Zum Kampf gegen Arachna wird Tilli Willi, ein eiserner Ritter, gebaut. Nach dem Sieg über Arachna fliegen Ann, Tim, Charlie und Arto auf dem Rücken des Drachen Oicho nach Kansas zurück.
Das Geheimnis des verlassenen Schlosses handelt von dem Versuch der Menviten, das Zauberland für ihren Planeten Rameria zu erobern. Diesmal sind es Ann, Tim und Fred, die dabei helfen, das Zauberland zu beschützen.

## Helden

### Ann
Ann Smith ist die jüngere Schwester von Elli. Ihr bester Freund ist Tim O’Kelli. Sie reist dreimal ins Zauberland und hilft den Bewohnern im Kampf gegen die Marranen, Arachna und die Menviten.
Ann kann als Kunstgriff gesehen werden, der aus zwei Gründen notwendig war: Im dritten Buch wird angekündigt, dass Elli nicht in das Wunderland zurückkehren würde, und der Held jedes Abenteuers sollte ein junges Mädchen sein – Elli war inzwischen aber eine junge Frau.

Auftritte in: Der Feuergott der Marranen, Der gelbe Nebel, Das Geheimnis des verlassenen Schlosses

### Boril & Robil
Boril & Robil sind Ärzte aus dem Land der unterirdischen Erzgräber. Sie erfinden Schutzbrillen und Schutzmasken gegen den Gelben Nebel.

Auftritte in: Die sieben unterirdischen Könige, Der gelbe Nebel

### Charlie Black
Der einbeinige Charlie Black ist Seemann und der Onkel von Elli und Ann. Er hilft im Kampf gegen Urfin und Arachna und zeichnet sich dabei durch hohen Einfallsreichtum aus. Trotz seiner Behinderung (mit einem Holzbein) riskiert er seine Gesundheit, um seinen Freunden zu helfen.

Auftritte in: Der schlaue Urfin und seine Holzsoldaten, Der gelbe Nebel

### Alfred Cunning
Alfred (Fred) Cunning ist der Cousin von Elli und Ann. Auf einem unterirdischen Fluss kommen Elli und er in das Land der unterirdischen Erzgräber. Später stellt er die Maultiere Cäsar und Hannibal her, die Ann und Tim in das Zauberland tragen. Als Ingenieur hilft Fred im Kampf gegen die Menviten.

Auftritte in: Die sieben unterirdischen Könige, Der Feuergott der Marranen, Das Geheimnis des verlassenen Schlosses

### Din Gior
Din Gior ist Soldat im Zauberland. In Friedenszeiten ist die Pflege seines langen Bartes seine Hauptbeschäftigung. Er ist der Erste Minister der Smaragdenstadt. Er kämpft gegen Urfin, Arachna und die Menviten.

Auftritte in: Der Zauberer der Smaragdenstadt, Der schlaue Urfin und seine Holzsoldaten, Die sieben unterirdischen Könige, Der Feuergott der Marranen, Der gelbe Nebel, Das Geheimnis des verlassenen Schlosses

### Eiserner Holzfäller
Der Eiserne Holzfäller war einst ein junger Mann aus Fleisch und Blut. Er verliebte sich in ein Mädchen, dessen Tante die Beziehung nicht guthieß. Deshalb bat sie die Hexe Gingema, etwas zu unternehmen. Diese verhexte die Axt, die ihm nacheinander alle Gliedmaßen abschlug. Ein Schmied war aber in der Lage, sie durch eiserne Teile zu ersetzen. Ihm fehlt aber ein Herz, das der Schmied nicht herstellen konnte. Seine größte Gefahr ist das Wasser. Elli und der Scheuch finden ihn eingerostet im Wald, da er vom Regen überrascht wurde und seine Ölkanne vergaß. Der Eiserne Holzfäller zieht mit in die Smaragdenstadt, um sich von Goodwin ein Herz geben zu lassen. Er wird einer der treuesten Begleiter für Elli und ihre Freunde. Nach dem Tod Bastindas wird der Eiserne Holzfäller Herrscher des Violetten Landes. Er bekommt von Goodwin sein Herz.

Auftritte in: Der Zauberer der Smaragdenstadt, Der schlaue Urfin und seine Holzsoldaten, Die sieben unterirdischen Könige, Der Feuergott der Marranen, Der gelbe Nebel, Das Geheimnis des verlassenen Schlosses

### Elli
Elli ist die Tochter des Farmers John und seiner Frau Anna Smith. Sie leben in einem Packwagen in Kansas. Durch den Zaubersturm Gingemas ausgelöst und durch die Zauberkraft Willinas abgeschwächt, wird der Packwagen mit Elli und Toto in das Zauberland getragen und erschlägt Gingema. Die nun befreiten ehemaligen Untertanen Gingemas nennen sie daraufhin, gleichsam dankbar und ehrfürchtig, „Fee des Tötenden Häuschens“. Willina erzählt Elli, dass sie wieder nach Hause kommen würde, wenn sie zu Goodwin in die Smaragdenstadt geht und die sehnlichsten Wünsche dreier Lebewesen erfüllt. Der Scheuch möchte ein Gehirn, der Eiserne Holzfäller ein Herz und der Feige Löwe möchte Mut. Am Ende kommt Elli mit Hilfe der silbernen Schuhe der Gingema nach Hause zurück. Das zweite Mal kommt Elli ins Zauberland, um im Kampf gegen Urfin zu helfen. Das letzte Mal kommt sie mit ihrem Cousin Fred in das Land der unterirdischen Erzgräber.
Elli wird im Zauberland – zunächst gegen ihren Willen – als mächtige Fee verehrt. Dieser Ruf nimmt im Verlauf der Abenteuer keinen Schaden, obwohl sie in Wirklichkeit natürlich nicht zaubern kann. Sie ist gutherzig, tapfer, und tut immer das Naheliegende. Ihre Ankunft im Wunderland hat es für immer verändert.

Auftritte in: Der Zauberer der Smaragdenstadt, Der schlaue Urfin und seine Holzsoldaten, Die sieben unterirdischen Könige

### Faramant
Faramant ist der Torhüter der Smaragdenstadt. Er verteilt die grünen Brillen, ohne die keiner die Stadt betreten darf. Faramant führt Elli, Toto, den Scheuch, den Eisernen Holzfäller und den Löwen zu Goodwin. Er ist der Bote, der die Hilfe der großen Menschen im Kampf gegen Arachna und die Menviten erbittet. Manchmal wirkt er etwas naiv und zu sehr auf die Tradition bedacht. Dennoch ist er klug, mutig und treu.

Auftritte in: Der Zauberer der Smaragdenstadt, Der schlaue Urfin und seine Holzsoldaten, Die sieben unterirdischen Könige, Der Feuergott der Marranen, Der gelbe Nebel, Das Geheimnis des verlassenen Schlosses

### Goodwin
Goodwin ist der Herrscher der Smaragdenstadt. Er kam mit einem Heißluftballon aus Kansas. Goodwin schickte Elli in den Kampf gegen Bastinda (in der Hoffnung, sie loszuwerden). Nach der Rückkehr erfüllte er, obwohl er kein Zauberer ist, die sehnlichsten Wünsche von Ellis Freunden. Denn er erkannte, dass der Scheuch bereits weise, der Holzfäller liebend und der Löwe mutig war, diese Gefährten Ellis jedoch allesamt nicht das beste Selbstvertrauen hatten. Vor seinem Abflug ernannte Goodwin den Scheuch zu seinem Nachfolger als Herrscher der Smaragdenstadt. Da die Seile des Ballons rissen, bevor Elli eingestiegen war, kehrte er alleine nach Kansas zurück. Als Urfin das Wunderland eroberte und Elli um Hilfe gebeten wurde, wurde Goodwin gefragt, ob er auch zurückkehren möchte, dies schlug er jedoch aus.

Auftritte in: Der Zauberer der Smaragdenstadt

### Hurrikap
Hurrikap ist der Schöpfer des Zauberlandes. Der Bitten der Menschen überdrüssig geworden, zauberte er um ein Land mit klarem Wasser, dichten Wäldern, grünen Wiesen und herrlichen Obstbäumen die Weltumspannenden Berge und die große Sandwüste. Hurrikap gab den Tieren die menschliche Sprache und er schuf für das Zauberland ewigen Sommer. Als der Zauberer feststellte, dass in dem Land doch Menschen lebten, suchte er einen abgelegenen Ort und baute sich dort seinen Palast. Hurrikap verbot den Menschen, sich dem Palast zu nähern. So kam es, dass der Zauberer unbemerkt verstarb.

Auftritte in: Die sieben unterirdischen Könige, Der gelbe Nebel

### Ilsor
Ilsor ist ein (außerirdischer) Arsake. Als Einziger konnte er dem Blick der (ebenfalls außerirdischen) Menviten widerstehen. Um eine Möglichkeit zur Rettung seines Volkes zu finden, wird Ilsor Diener von Baan-Nu. Als Cheftechniker soll Ilsor die Arbeiten der Arsaken auf der Erde leiten. Er arbeitet mit den Bewohnern des Zauberlandes gegen die Menviten zusammen.

Auftritte in: Das Geheimnis des verlassenen Schlosses

### Kau-Ruck
Kau-Ruck ist der Pilot des Raumschiffes, mit dem die Menviten zur Erde kommen, um sie zu erobern. Mit einem unabhängigen Geist ausgestattet, verzichtet er auf die Anwendung des hypnotischen Blickes. Beim Angriff auf die Smaragdenstadt gibt Kau-Ruck den Kampf auf. Er fliegt die eingeschläferten Menviten und die Arsaken nach Rameria zurück.

Auftritte in: Das Geheimnis des verlassenen Schlosses

### Scheuch
Ursprünglich eine einfache Strohpuppe im Land der Käuer, wird der Scheuch, als Elli ihn vom Pfahl herunternimmt einer der treusten Freunde von Elli. Sein größter Wunsch ist ein Gehirn. Von Goodwin mit diesem ausgestattet, wird er dessen Nachfolger als Herrscher der Smaragdenstadt. Er kämpft gegen Urfin, Arachna und die Menviten. Seine Idee der Einschläferung sämtlicher Könige und Hofbedienstete bedeutete das Ende der Herrschaft der sieben unterirdischen Könige. Er trägt den Titel „Der Dreimal Weise Scheuch“.

Auftritte in: Der Zauberer der Smaragdenstadt, Der schlaue Urfin und seine Holzsoldaten, Die sieben unterirdischen Könige, Der Feuergott der Marranen, Der gelbe Nebel, Das Geheimnis des verlassenen Schlosses

### Stella
Stella ist eine gütige Fee und Herrscherin über das Rosa Land. Sie kennt das Geheimnis der ewigen Jugend. Sie weiß als einzige, wie Elli wieder zurück nach Kansas kommt. Stella gibt den goldenen Hut an die fliegenden Affen zurück.

Auftritte in: Der Zauberer der Smaragdenstadt

### Tilli-Willi
Tilli-Willi ist ein eiserner Ritter, der nach einer Idee des Seemanns Charlie Black für den Kampf gegen die Hexe Arachna geschaffen wurde. Bei seinem ersten Schritt wird er lebendig. Nach dem Sieg über Arachna hilft Tilli-Willi im Kampf gegen die Menviten.

Auftritte in: Der gelbe Nebel, Das Geheimnis des verlassenen Schlosses

### Tim O’Kelli
Tim ist ein Nachbarsjunge der Smiths und der beste Freund von Ann. Sein Lieblingssport ist Volleyball. Er reist dreimal ins Zauberland und unterstützt die Bewohner im Kampf gegen Urfin, Arachna und die Menviten.

Auftritte in: Der Feuergott der Marranen, Der gelbe Nebel, Das Geheimnis des verlassenen Schlosses

### Willina
Willina ist eine gute Fee und die Herrscherin im Gelben Land. Sie besitzt die Fähigkeit, ihren Aufenthaltsort in Sekundenschnelle zu wechseln und kann (mit einer gewissen Unschärfe) die Zukunft lesen. Willina nimmt Gingemas Sturm seine zerstörerische Kraft und erschlägt sie mit dem Häuschen, in dem sich Elli und Toto befinden. Sie schickt Elli in die Smaragdenstadt, damit Goodwin sie nach Hause zurückschickt. Zuvor muss sie drei Lebewesen bei der Erfüllung ihrer größten Wünsche behilflich sein. Später schickt Willina Ann und Tim in den Kampf gegen Urfin und das Marranenheer.

Auftritte in: Der Zauberer der Smaragdenstadt, Der schlaue Urfin und seine Holzsoldaten, Der Feuergott der Marranen

## Bösewichte

### Arachna
Arachna ist eine böse Hexe, die aus der großen Welt ins Zauberland gekommen ist. Zur Strafe für ihre Untaten wird sie von Hurrikap in einen 5000 Jahre andauernden Zauberschlaf versetzt. Nach ihrem Erwachen versucht sie, das Zauberland zu erobern, scheitert aber. Sie stirbt im Kampf gegen den Riesenadler Karfax und den mechanischen Riesen Tilli-Willi.

Auftritte in: Der gelbe Nebel

### Baan-Nu
Baan-Nu ist ein Menvite. Er wurde zur Erde geschickt, um sie zu erobern. Er ist gierig nach Reichtum, insbesondere Smaragde haben es ihm angetan. Der Versuch, das Zauberland zu unterwerfen scheitert, und Baan-Nu und die anderen Menviten (bis auf den Piloten Kau-Ruck) werden mit dem Zauberwasser eingeschläfert und in dem Raumschiff nach Rameria zurückgebracht.

Auftritte in: Das Geheimnis des verlassenen Schlosses

### Bastinda
Bastinda ist eine böse Hexe und Regentin des Violetten Landes. Sie ist zeitweise Besitzerin des goldenen Hutes, der dem Besitzer gegenüber den Fliegenden Affen drei Wünsche erlaubt. Bastinda darf nicht mit Wasser in Berührung kommen. Sie stirbt, als Elli einen Eimer Wasser über sie verschüttet, indem sie sich im Wasser auflöst.

Auftritte in: Der Zauberer der Smaragdenstadt 

### Gingema
Gingema ist eine böse Hexe und Herrscherin über das Blaue Land. Der Versuch, die Menschheit durch einen Zaubersturm zu vernichten, scheitert. Gingema wird von dem Haus, in dem sich Elli und Toto befinden, erschlagen.

Auftritte in: Der Zauberer der Smaragdenstadt

### Ruf Bilan
Ruf Bilan ist ein reicher Kaufmann der Smaragdenstadt. Aus Ärger über den Scheuch verrät er diesen an Urfin. Für diesen Verrat wird er erster Minister bei Urfin. Nach dessen Sturz flieht er in das Land der unterirdischen Erzgräber, wo er versehentlich die Zauberquelle zum Versiegen bringt. Zur Strafe für seine Verbrechen wird er nach dem Ende der Herrschaft der sieben unterirdischen Könige für zehn Jahre eingeschläfert. Nach seinem Erwachen dient er bis zu ihrem Sturz der Hexe Arachna. Nach erneutem Zauberschlaf wird er nach dem Erwachen umerzogen.

Auftritte in: Der schlaue Urfin und seine Holzsoldaten, Die sieben unterirdischen Könige, Der gelbe Nebel

### Urfin Juice
Urfin ist Wolkows wohl eigenständigste und populärste Erweiterung des Baumschen Universums. Er ist eine sehr widersprüchliche Figur, die zunächst negativ angelegt und dargestellt war, aber eine Vielschichtigkeit entwickelt, die einem reinen Gut-Böse-Schema widerspricht und somit auch innerhalb der Buchreihe eine seltene, wenn nicht gar eine singuläre Figur ist. Urfin ist ein Einzelgänger, der sich schwer in die Gesellschaft des Zauberlandes einfinden kann. Doch selbst in seinen besonders bösen Phasen zeigt sich immer wieder, dass auch Urfin am Ende vor allem von anderen Menschen geliebt werden möchte. Seit der Einführung im zweiten Band ist er eine beständig wiederkehrende Figur, einzig im dritten Band wird er nur erwähnt, statt selbst aufzutreten.
Urfin ist ein Tischler, dessen mürrische und griesgrämige Art auf die von ihm hergestellten Sachen übergeht. Er ist ein Eigenbrötler und ungeselliger Mensch. Urfin ist der einzige, der im Land der Käuer grüne (statt blaue) Kleidung trägt. Anfangs steht er im Dienst der Hexe Gingema. Nach deren Tod zieht er sich in seinen Garten bei dem Dorf Kogida zurück. Durch einen Zufall entdeckt Urfin eine Substanz, mit der er Gegenstände zum Leben erwecken kann: das Pulver des Lebens. Daraufhin schnitzt und belebt er eine Armee aus Holzsoldaten, um das Zauberland zu erobern. Nachdem er die Smaragdenstadt besetzt hat, rufen der Scheuch und der Holzfäller Elli zu Hilfe, die mit dem Seemann Charlie Black Urfin schließlich stürzen kann.
Einige Zeit später hofft Urfin als Feuergott der Marranen ein zweites Mal, das Zauberland unterwerfen zu können, aber auch dieser Versuch ist nicht dauerhaft von Erfolg gekrönt.
Urfin Juice ist eine der bekanntesten Figuren der russischen Kinderliteratur und war auch in der DDR sehr bekannt. Was ihn von den anderen Figuren unterscheidet, ist die intensive Schilderung seiner Wünsche, Hoffnungen und Pläne. Auch die Läuterung, die ihn ab dem fünften Band zum Helden werden lässt, nimmt man der Figur ab. So weigert er sich, in den Dienst der Hexe Arachna zu treten und erfindet ein Mittel gegen den gelben Nebel. Später entwendet er den Menviten die Smaragde und schenkt sie den Arsaken als Hilfe in ihrem Kampf gegen ihre Unterdrücker.

Auftritte in: Der schlaue Urfin und seine Holzsoldaten, Der Feuergott der Marranen, Der gelbe Nebel, Das Geheimnis des verlassenen Schlosses

## Völker

### Arsaken
Die Arsaken leben auf dem Planeten Rameria. Dort wurden sie von den Menviten unterworfen und als Sklaven gehalten. Bei der Eroberung des Zauberlandes sollen sie den Menviten als Sklaven dienen. Durch die Smaragde und den Beistand von Kau-Ruck können sie ihre Freiheit zurückbekommen. Bekanntester Arsake ist ihr Anführer Ilsor.

Auftritte in: Das Geheimnis des verlassenen Schlosses

### Erzgräber
Die Erzgräber sind die Bewohner des unterirdischen Landes. Sie sind extrem scheu und dulden keine Einmischung in ihre Angelegenheiten durch andere. Ihr Land ist reich an
Smaragden und edlen Metallen, welche sie mit den oberirdischen Bewohnern des Zauberlandes tauschen. Nach dem Ende der Herrschaft der sieben Könige ziehen die Erzgräber in das Land der Käuer und jeder Erzgräber arbeitet zwei Monate im Jahr in der Grube, um Erze oder Edelsteine abzubauen.

Auftritte in: Die sieben unterirdischen Könige, Der gelbe Nebel

### Käuer
Die Käuer sind die Bewohner des Blauen Landes. Sie sind kleine Menschen, die blaue Samtgewänder, enge Beinkleider und blaue Stiefel mit Schaftstulpen tragen. Auf dem Kopf haben sie spitze, mit einer Kristallkugel geschmückte und mit Schellen besetzten Hüte. Ihr Name leitet sich von den ständigen Kieferbewegungen her, die an das Kauen erinnern. Regiert wurden die Käuer von Gingema und nach ihrem Tod von Prem Kokus.

Auftritte in: Der Zauberer der Smaragdenstadt, Der schlaue Urfin und seine Holzsoldaten, Die sieben unterirdischen Könige, Der Feuergott der Marranen, Der gelbe Nebel

### Marranen
Die Marranen leben in einem Tal an der Grenze zum Rosa Land. Sie haben auch den Namen „Springer“, bezeichnen sich aber selbst als Marranen. Ursprünglich in einem unterirdischen Land beheimatet, zogen sie an die Erdoberfläche. Durch die ungewohnten Lebensumstände wurde das Volk der Marranen dezimiert. Auf ihren Wanderungen verlernten sie einen Teil ihrer zivilisatorischen Fähigkeiten. Zwischenzeitlich wurden sie von Urfin regiert, wobei seine Regentschaft in der Marranen-Gesellschaft zu großer Ungleichheit führte. Nach seinem Sturz wählten sie sich neue Anführer.

Auftritte in: Der Zauberer der Smaragdenstadt, Die sieben unterirdischen Könige, Der Feuergott der Marranen, Der gelbe Nebel

### Menviten
Die Menviten leben auf Rameria. Durch die hypnotische Kraft ihrer Augen unterwarfen sie die Arsaken und machten sie zu Sklaven. Unter der Führung von Baan-Nu wollen die Menviten die Erde unterwerfen. Sie wissen aber nicht, dass sie sich in einem Zauberland befinden. Einfallsreiche Aktionen der Wunderland-Bewohner halten die technisch überlegenen Menviten ständig in Atem, bis sie durch das Zauberwasser eingeschläfert werden und nach ihrem Erwachen umerzogen werden können.

Auftritte in: Das Geheimnis des verlassenen Schlosses

### Bewohner des Smaragdenlandes
Die Bewohner des Smaragdenlandes leben in und um die Smaragdenstadt. Ihre Lieblingsfarbe ist grün. Die Kleidung erinnert an die der Käuer. Sie werden von Goodwin und nach dessen Abflug vom Scheuch regiert. Zweimal regiert Urfin nach der Eroberung der Smaragdenstadt dieselbe. Im Band Goodwin der Schreckliche von Sergei Suchinow nennen sie sich selber Arsalen.

Auftritte in: Der Zauberer der Smaragdenstadt, Der schlaue Urfin und seine Holzsoldaten, Der Feuergott der Marranen, Der gelbe Nebel, Das Geheimnis des verlassenen Schlosses

### Bewohner des gelben Landes
Sie werden von der Fee Willina regiert.

Auftritte in: Der Zauberer der Smaragdenstadt

### Schwätzer
Die Schwätzer sind die Bewohner des Rosa Landes. Sie werden von der Fee Stella regiert. Sie bekamen ihren Namen durch ihre Angewohnheit, ständig zu reden. Sind Schwätzer allein, führen sie Selbstgespräche. Auch der Versuch Stellas, ihnen (mittels magischer Stummheit) das Schwatzen abzugewöhnen, brachte nichts: Die Schwätzer nutzten in dieser Phase eine Zeichensprache.

Auftritte in: Der Zauberer der Smaragdenstadt

### Zwinkerer
Die Zwinkerer sind die Bewohner des Violetten Landes. Ihr Name leitet sich von der Angewohnheit her, ständig zu zwinkern. Sie sind geschickte Handwerker. Regiert werden sie von Bastinda und nach ihrem Tod von dem Eisernen Holzfäller, wenn man von den Phasen der Besatzung durch Urfins Armeen einmal absieht.

Auftritte in: Der Zauberer der Smaragdenstadt, Der schlaue Urfin und seine Holzsoldaten, Der Feuergott der Marranen, Der gelbe Nebel

## Tiere

### Arto
Der Hund Arto ist Anns treuer Begleiter auf ihren Abenteuern im Zauberland. Er ist ein Enkel von Toto. Allerdings ist er mit einem anderen Temperament als sein Großvater gesegnet. Doch ist er wie dieser mutig und treu und würde seine Herrin bis aufs Äußerste verteidigen.

Auftritte in: Der Feuergott der Marranen, Der gelbe Nebel

### Cäsar & Hannibal
Cäsar und Hannibal sind zwei mechanische Maultiere. Sie sind ein Geschenk Alfred Cunnings' für Ann und Tim. Über eingebaute Sonnenbatterien laden sie sich selbständig auf.

Auftritte in: Der Feuergott der Marranen

### Fliegende Affen
Die fliegenden Affen sind große schwarze mit Flügeln ausgestattete Tiere. Einst kränkte der Stamm der fliegenden Affen eine Fee. Diese erfand darauf den goldenen Hut, der die Affen zwang, seinem Besitzer drei Wünsche zu erfüllen. Über Bastinda und Elli gelangt der Hut zu Stella, die ihn den Affen zurückgibt.

Auftritte in: Der Zauberer der Smaragdenstadt, Der Feuergott der Marranen 

### Guamoko
Guamoko (auch: Guam, vollständiger Name Guamokolatokint) ist eine Eule. Sie lebt anfangs in Gingemas Höhle, später bei Urfin.

Auftritte in: Der schlaue Urfin und seine Holzsoldaten, Der Feuergott der Marranen, Der gelbe Nebel, Das Geheimnis des verlassenen Schlosses

### Kaggi-Kar
Kaggi-Kar ist eine schwarze Krähe. Sie bringt den Scheuch auf den Gedanken, ein Gehirn besitzen zu wollen. Sie fliegt öfter nach Kansas, um Hilfe zu holen, wenn das Zauberland in Gefahr ist. Kaggi-Kar ist die Erfinderin der Vogelstaffette. In Friedenszeiten ist sie Generaldirektorin des Post- und Fernmeldewesens des Zauberlandes.

Auftritte in: Der Zauberer der Smaragdenstadt, Der schlaue Urfin und seine Holzsoldaten, Die sieben unterirdischen Könige, Der Feuergott der Marranen, Der gelbe Nebel, Das Geheimnis des verlassenen Schlosses

### Karfax
Karfax ist ein Riesenadler, der von seinem Stammesältesten wegen einer versuchten Revolte bestraft wurde. Er wird von Urfin gepflegt und hilft ihm, als Feuergott der Marranen aufzutreten. Als Karfax Urfins Pläne durchschaut, verlässt er ihn. Nach dem Tod seines Widersachers wird Karfax Stammesältester. Er hilft im Kampf gegen Arachna und gegen die Menviten.

Auftritte in: Der Feuergott der Marranen, Der gelbe Nebel, Das Geheimnis des verlassenen Schlosses

### Löwe
Der Tapfere Löwe gehört zum engen Freundeskreis von Elli, Toto, dem Scheuch und dem Eisernen Holzfäller. Bei ihrer ersten Begegnung ist er noch feige, kommt dann mit in die Smaragdenstadt, um von Goodwin Mut zu bekommen. Er wird zum Herrscher über das Reich der Tiere im Zauberland gewählt.

Auftritte in: Der Zauberer der Smaragdenstadt, Der schlaue Urfin und seine Holzsoldaten, Die sieben unterirdischen Könige, Der Feuergott der Marranen, Der gelbe Nebel, Das Geheimnis des verlassenen Schlosses

### Oicho
Oicho ist der klügste und folgsamste Drache aus dem Land der unterirdischen Erzgräber. Nachdem er ans Tageslicht gewöhnt wird, bringt er Fred und Elli nach Hause zurück. Oicho wird später öfter als Transportmittel für Boten eingesetzt, wenn das Zauberland in Gefahr ist.

Auftritte in: Die sieben unterirdischen Könige, Der Feuergott der Marranen, Der gelbe Nebel, Das Geheimnis des verlassenen Schlosses

### Ramina
Ramina ist die Königin der Feldmäuse. Sie schenkt Elli eine silberne Pfeife als Dank für eine Hilfe durch den eisernen Holzfäller. Ramina hilft immer, wenn das Zauberland in Gefahr ist. Sie kann die Zukunft sehen und prophezeit beim Abschied nach Ellis dritten Abenteuer im Wunderland, dass sie nicht zurückkehren würde.

Auftritte in: Der Zauberer der Smaragdenstadt, Der schlaue Urfin und seine Holzsoldaten, Die sieben unterirdischen Könige, Der Feuergott der Marranen, Der gelbe Nebel, Das Geheimnis des verlassenen Schlosses

### Sechsfüßer
Sechsfüßer leben im Reich der unterirdischen Erzgräber. Nach der Zähmung der Sechsfüßer werden diese von den unterirdischen Erzgräbern bei der Arbeit eingesetzt. Sie sind Hauptfeinde der Drachen.
Auftritte in: Der schlaue Urfin und seine Holzsoldaten, Die sieben unterirdischen Könige, Der Feuergott der Marranen

### Toto
Toto, oder Totoschka, ist das schwarze Hündchen von Elli. Als Gingemas Zaubersturm über Kansas hinwegfegt, verkriecht sich das Hündchen unter dem Bett. Bei dem Versuch Ellis, ihn zu holen, werden beide in das Zauberland getragen (Dieses Detail konnte Willina, die in ihrem Buch die Zukunft lesen kann, nicht vorhersehen). Der vorlaute Toto, der im Wunderland, wie alle Tiere, sprechen kann, ist Elli stets ein treuer und mutiger Begleiter. Einer seiner Enkel ist Arto, der Begleiter von Ann.
Auftritte in: Der Zauberer der Smaragdenstadt, Der schlaue Urfin und seine Holzsoldaten, Die sieben unterirdischen Könige